# 朱睦桎
应城恭穆王朱睦桎（1489年—1560年5月30日），明朝周国荣悼世子追封周悼王朱安㶇的庶出第四子。

## 生平

### 早年
弘治十年（1497年）八月赐名。初封镇国将军。后来朱安㶇被追封为周悼王，朱睦桎的兄长周恭王朱睦㰂奏称朱安㶇作为世子去世，既然已经追封为王，朱睦桎等人也应该按追封晋靖王朱奇源之子的例子，作为王子加封为郡王。正德三年（1508年）十一月，明武宗加封朱睦桎等为郡王。正德六年（1511年）五月，武宗御奉天殿，传圣旨遣建平伯高霳、彭城伯張欽、宣城伯衛璋、武平伯陳熹、陽武侯薛倫、長寧伯周瑭、大理寺右寺丞吳世忠、定西侯蔣壑、安鄉伯張坤為正使，中書舍人黃堂、兵科給事中吳玉榮、兵部員外郎侯宜正、中書舍人牛綱、翰林院檢討穆孔暉、中書舍人李繼先、禮部員外郎宋冕、鴻臚寺左寺丞翟宗仁、中書舍人胡頤為副使，持节册封朱睦桎为应城王。

### 受封后
正德十一年（1516年）十月，武宗遣英國公張崙、安鄉伯張坤、泰寧侯陳儒、清平伯吳傑、陳熹、通政使司右參議王萱、武靖伯趙弘澤、東寧伯焦洵、惠安伯張偉、永康侯徐源、寧陽侯陳繼祖、武進伯朱本、高霳、彰武伯楊質為正使，工科給事中翟瓚、行人司司正謝能繼、中書舍人張永齡、任鼐、鴻臚寺右寺丞吳淓、兵科給事中毛憲、周文熙、行人司行人華淳、太常寺寺丞朱天麟、中書舍人張天保、行人司行人王汝敬、中書舍人楊依澤、行人司行人呂律、禮部署員外郎主事侯綸、行人司行人鄧顯麒為副使，持節冊封致仕州同知李儉的長女為應城王妃。正德十三年（1518年）六月，遣吳傑、禮部左侍郎王瓚、武安侯鄭綱、吏部左侍郎王鴻儒、周塘、陳繼祖、張瑋、宣城伯衛錞、陳熹、懷寧侯孫瑛、陳儒、高霳、焦洵、大理寺左寺丞李鐸為正使、鴻臚寺左寺丞張文澍、盧永春、翰林院編修嚴嵩、檢討吳惠、兵部郎中陳簧、員外郎東魯、吏科給事中劉濟、禮科都給事中朱鳴陽、尚寶司丞劉鈗、中書舍人李兆延、吳瑤、行人司行人余廷瓚、詹軾為副使，封審理正袁政的女儿为應城王妃。
嘉靖二十年（1541年）五月，朱睦桎侄孙周庄王朱朝堈奏本府的叔祖父朱睦桎、益阳王朱睦楮、南陵王朱睦楧、叔父华亭王朱勤熂、宝坻王朱勤炬、商城王朱勤烒、修武王朱勤烶、安吉王朱勤𤊹都是首封郡王，按例岁禄二千石，但实际上只有千石，请求增加。伊王朱訏淳也为自己的儿子万安王朱典櫍提出同样请求。户部商议，世宗认为受封在成例之前的不准，仅同意增加安吉王的岁禄。

### 去世
嘉靖三十九年（1560年）五月，朱睦桎去世。按例賜祭葬，謚恭穆。四十一年（1562年）十月，嫡長子朱勤燝袭封。

## 评价
- 《名山藏》卷之三十六：撝谦下士，以忠孝旌。